# Dolores Vargas París
Dolores Vargas París (Santafé, 1800-Caracas, 28 de octubre de 1878) fue una joven heroína colombiana de la independencia de la Nueva Granada y primera dama de la nación entre 1830 y 1831. Fue bautizada con los nombres de María Magdalena de los Dolores Guadalupe.

## Actuación en la independencia
Con tan solo 15 años, Dolores perdió a su madre, fallecida el 7 de octubre de 1815 con el hijo que estaba dando a luz. Pocos meses después de instaurado el Reconquista de Nueva Granada, su padre y su abuelo José Martín París Álvarez fueron conducidos a prisión por orden del general Pablo Morillo, quedando ella sola a cargo de sus dos hermanos menores: José Ignacio y Teresa. Dolores se presentó ante los tribunales para negociar la liberación de sus parientes a cambio de todas las joyas y demás objetos de valor de la familia, exponiendo el equivalente a cuarenta mil reales, tesoro que las autoridades españolas de la reconquista tomaron; pero a cambio fusilaron a su padre, condenaron a su abuelo a confinamiento y la desterraron a Facatativá junto a su abuela Genoveva Ricaurte Mauris, donde fueron conducidas a pie. 
Con ocasión del triunfo de las tropas independentistas sobre las españolas en Boyacá el 7 de agosto de 1819, la sociedad santafereña organizó un acto de entrada triunfal de los oficiales vencedores. Para el acto, fue designada Dolores para imponer una corona de laureles a Simón Bolívar, al tratarse de la mujer más hermosa de Santafé tal como lo fue su madre y abuela, a la que le atribuían además "una rara simpatía y un extraordinario talento" en virtud de la cual se hizo muy popular el dicho ni por la mocha, haciendo alusión a que una persona no haría determinada acción así fuera por el amor de la hermosa dama que recibía ese sobrenombre por ser hija del mocho Vargas, conocido popularmente así por haber asistido a un baile con una zapatilla a la que le hacía falta una oreja.

## La cónyuge de Urdaneta
Dolores Vargas contrajo matrimonio en la Catedral Primada de Santa Fe de Bogotá el 31 de agosto de 1822 con el general venezolano Rafael Urdaneta, ceremonia en la que actuaron como testigos sus tíos abuelos Ramón y Antonio París Ricaurte. Esta pareja hizo época, tal como lo describió el capitán inglés Charles Stuart Cochrane, quien registró: "El general Urdaneta y su señora son generalmente calificados con el título de elegantes, ellos figurarían ventajosamente en nuestro mundo social. Él es un hombre particularmente buenmozo, de una figura fina, bien educado y de las maneras más cultas y en el fondo, por lo que al vestido se refiere, es como cualquiera de nuestros dandys. Está casado con una dama muy bella, de la familia París, una de las primeras de la ciudad. Nunca había yo visto más atenciones llenas de bondad y de afecto para un marido inválido, que las hechas por ésta al suyo. Fue educada en una buena escuela, bajo la vigilancia de su abuela, la señora París. Es viva, agradable y luciría ventajosamente en cualquier salón de baile; es además de ello una excelente esposa"..
Los momentos de gloria cesaron cuando su esposo, luego de haber asumido la dictadura de la Nueva Granada, tuvo que abandonar el poder en 1831 y alejarse de Colombia. Al llegar a Maracaibo, la ciudad natal de su esposo, sufrieron la persecución del gobierno del General Páez que por definición era adverso al ideario de Bolívar, de quien Urdaneta y Dolores fueron grandes y leales amigos, así que tuvieron que partir a Curazao para alejarse de las luchas políticas, pero desde ese lugar Dolores le escribía a sus tíos en Bogotá para comunicar "sino mil pesares y desgracias que han caído sobre nosotros", relatando como les arrebataron su casa por un embargo de cinco mil pesos que nunca debieron, perdiendo la "única finca que teníamos para dejarle a nuestros hijos". También comentó como un colombiano de apellido Machado se había perdido con dos mil pesos que el general Urdaneta le había prestado.
En 1832 pudieron regresar a Caracas por una licencia que les otorgó el gobierno, condicionada a que el general Urdaneta no interviniera en política. La familia se radicó en Coro, lugar donde estalló una revolución contra el gobierno que le reabrió las puertas de la política a Urdaneta, quien terminó siendo senador y luego en 1843 ministro de guerra en el gobierno de su compañero de batallas el general Carlos Soublette. Luego de este periodo volvieron a pasar dificultades económicas hasta que Urdaneta fue nombrado embajador de Venezuela en España, destino que solo disfrutó un mes. Dolores logró sobrevivir con una pensión aprobada por el congreso venezolano y cuidó de sus hijos Luciano, Rafael Guillermo, Octaviano, Amenodoro, Adolfo, Alejandrina, Rosa, Margarita, Susana, Eleázar y Nephtali hasta hacerlos ilustres personalidades de Venezuela. 
Dolores Vargas París murió en Caracas el 22 de octubre de 1878.